# Sonia Ben Ammar
Sonia Ben Ammar, nota anche come Sonia Ammar (Parigi, 19 febbraio 1999), è un'attrice, modella e cantante francese, conosciuta al grande pubblico per aver interpretato il ruolo di Olivia "Liv" McKenzie in Scream.

## Biografia

### Origini e formazione
Sonia Ammar è nata a Parigi, in Francia, ed è la figlia del produttore Tarak Ben Ammar e dell'attrice Beata Sonczuk. Sua madre ha origini polacche, mentre suo padre ha origini tunisine ed è musulmano, religione a cui si è convertita anche la madre. La sua prozia paterna, Wassila Ben Ammar, è stata la moglie del primo presidente della Tunisia, Habib Bourguiba.
Si è diplomata all'American School di Parigi e ha cominciato a frequentare la University of Southern California nell'inverno 2017.

### Carriera
Nel 2012 debutta a teatro nel musical 1789, Les Amants de la Bastille e l'anno successivo appare nel film Jappeloup.
Nel 2016 ha firmato con la IMG Models, con la quale ha partecipato a diverse campagne importanti, come quelle di Dolce & Gabbana, Miu Miu, Carolina Herrera, Topshop, Nina Ricci e Chanel. Inoltre è apparsa in diversi articoli per riviste di moda come Vanity Fair, Harper's Bazaar Arabia, Love, e L'Officiel.
Nel settore musicale debutta nel 2017, con una collaborazione insieme a Petit Biscuit per la canzone Creation Come Alive. Due anni dopo pubblica il suo primo singolo Joyride, che ha utilizzato come singolo principale per il suo primo album, Sonia, uscito nel novembre 2019 e che ha ricevuto buone recensioni dalla critica. Paper magazine ha scritto che la giovane ragazza si è ben introdotta all'interno della scena musicale dark-pop ed è stata paragonata positivamente a cantanti femminili del livello di Halsey e Banks.
Nel settembre 2020 viene annunciata la sua presenza nel quinto capitolo della saga di film horror Scream, diretto da Matt Bettinelli-Olpin e Tyler Gillett, in cui ha interpretato la liceale Liv McKenzie.  L'attrice, inoltre, ha doppiato se stessa nella versione francese del lungometraggio.
Il 23 novembre 2022 si aggiunge al cast del film d'azione The Equalizer 3 - Senza tregua, dove affiancherà Denzel Washington, Dakota Fanning e Remo Girone.

## Vita privata
Il 12 luglio 2025 ha sposato Rocco Basilico.
Precedentemente ha avuto una relazione con Brooklyn Beckham, figlio di Victoria e David Beckham.

## Filmografia

### Attrice

#### Cinema
- Jappeloup, regia di Christian Duguay (2013)
- Scream, regia di Matt Bettinelli-Olpin e Tyler Gillett (2022)
- The Equalizer 3 - Senza tregua (The Equalizer 3), regia di Antoine Fuqua (2023)
- Megalopolis, regia di Francis Ford Coppola (2024)

#### Videoclip musicali
- Promises di Calvin Harris e Sam Smith, regia di Emil Nava (2018)
- Drivin Thru the Night di Petit Biscuit e Sonia Ammar, regia di Jean-Charles Charavin (2020)

## Discografia

### Extended Play
- Sonia (2019)

### Singoli
- Joyride (2019)
- Games (2019)
- I Don't Know (2019)

## Doppiatrici italiane
Nelle versioni in italiano dei suoi film e delle sue serie TV, Sonia Ben Ammar è stata doppiata da:
- Emanuela Ionica[26] in Scream[27]